# Sabri Berkel
Sabri Fetah Berkel (ur. 1907 w Skopje, zm. 1993 w Stambule) – turecki malarz.

## Życiorys
Ukończył naukę średnią we Francuskim Liceum w Skopje, a następnie studiował na Akademii Sztuk Pięknych w Belgradzie.
W latach 1929–1935 studiował technikę fresku i grawerstwa na Akademii Sztuk Pięknych we Florencji.
W roku 1935 wyemigrował do Stambułu, gdzie otworzył swoją pierwszą indywidualną wystawę w tamtejszej Akademii Sztuk Pięknych. Rok później został nauczycielem malarstwa w jednej ze szkół w Ankarze. W 1938 roku wrócił do Stambułu, gdzie kontynuował pracę nauczyciela malarstwa.
W 1947 roku przeniósł się do Paryża, gdzie w latach 1949-1974 pracował jako wykładowca na Wydziale Sztuk Zdobniczych Akademii Sztuk Pięknych. W latach 1949–1950 tworzył obrazy o tematyce martwej natury w stylu postkubizmu, a następnie zainteresował się malarstwem abstrakcyjnym.
W 1956 roku był kuratorem sztuki podczas Biennale w Wenecji.
W 1971 roku ozdobił ceramicznym panelem Ambasadę Republiki Turcji w Lizbonie.
W 1977 roku został dyrektorem Muzeum Malarstwa i Rzeźby w Stambule.